# Sabine Stoller
Sabine Stoller (* 2. September 1991 in Mannheim) ist eine deutsche Fußballspielerin.

## Karriere
Stoller begann ihre fußballerische Karriere beim ASV Feudenheim und wechselte im Juni 2007 zur neu gegründeten Frauenfußballabteilung der TSG 1899 Hoffenheim, mit der ihr in der Saison 2009/10 als Meister der Regionalliga Süd der Aufstieg in die 2. Bundesliga Süd gelang. Nach ihrem Abitur spielte Stoller ab Sommer 2011 ein halbes Jahr beim französischen Erstligisten AF Rodez, für den sie in dieser Zeit zehn von zwölf möglichen Partien bestritt und dabei zwei Treffer erzielte. Im Januar 2012 kehrte sie nach Hoffenheim zurück und war in der folgenden Saison Teil der Mannschaft, die als Meister der 2. Bundesliga Süd der Aufstieg in die Bundesliga schaffte.
Ihre erste Bundesligapartie bestritt die offensive Mittelfeldspielerin am 3. Oktober 2013 (3. Spieltag der Saison 2013/14): beim 2:2-Unentschieden gegen Bayer 04 Leverkusen stand sie in der Anfangsformation. Am 23. März 2014 (14. Spieltag) erzielte sie ihre ersten beiden Bundesligatore, als sie – erneut gegen Leverkusen – beim 5:3-Heimerfolg zum zwischenzeitlichen 1:0 und 4:3 traf.
Nach sieben Jahren bei der TSG verließ sie Ende April 2015 Hoffenheim, um sich für zwei Monate dem amerikanischen W-League-Club Colorado Pride anzuschließen. In der Saison 2015/16 spielte sie, auch bedingt durch die Nähe zu ihrem Studienort Freiburg (Studium der Medizin), beim SC Sand. Dort half sie hin und wieder in der zweiten Mannschaft aus und war mit drei Toren und zahlreichen Assists am Aufstieg in die 2. Bundesliga beteiligt. Nach nur einer Saison verließ Stoller Sand und wechselte zum SC Freiburg. In der Zeit beim SC Freiburg konzentrierte sich Sabine Stoller auf ihr Studium, spielte auch hier einige Spiele in der zweiten Mannschaft und wurde auch hier mit drei Toren und zahlreichen Vorlagen Meister und stieg erneut in die 2. Bundesliga Süd auf.
In der Saison 2017/18 spielte Sabine Stoller beim spanischen Zweitligisten Mislata CF, da sie in Valencia studienbedingt ein Auslandsjahr absolvierte. Im Sommer 2018 wechselte sie zurück in die Bundesliga zum MSV Duisburg.

## Erfolge
- 2017: Meister der Regionalliga Süd und Aufstieg in die 2. Bundesliga (mit dem SC Freiburg II)
- 2016: DFB-Pokal-Finalteilnahme gegen den VFL Wolfsburg in Köln
- 2016: Meister der Regionalliga Süd und Aufstieg in die 2. Bundesliga (mit dem SC Sand II)
- 2013: Meister der 2. Bundesliga Süd und Aufstieg in die Bundesliga (mit der TSG 1899 Hoffenheim)
- 2010: Meister der Regionalliga Süd und Aufstieg in die 2. Bundesliga Süd (mit der TSG 1899 Hoffenheim)